# Olimpiada Mexicana de Geografía
La Olimpíada Mexicana de Geografía es un certamen que por primera ocasión se llevó a cabo durante el año 2003. Es organizado conjuntamente con Fundación Televisa y National Geographic en Español. El concurso está dirigido a jóvenes estudiantes con edad de 12 a 16 años, principalmente de nivel de enseñanza media.
Anualmente se cuenta con una participación de más de 100,000 estudiantes a nivel nacional y los ganadores representan a México en el National Geographic World Championship, organizado por la National Geographic Society.

## Sedes
La olimpiada se ha realizado 7 veces en México, cada sede representa una región diferente de cualquier parte del país. Esta sede es para la tercera etapa.
1.- 2003 - Apizaco - Alta montaña

Ganador: Damian Ortiz Rodríguez (Distrito Federal)
2.- 2004 - Saltillo, Coahuila - Desierto

Ganador: Emmanuel Johansen Campos (Morelos)
3.- 2005 -  Santiago, Nuevo León - Semidesierto

Ganador: Mauricio Madera Garcia (Sonora)
fecha: 24 al 28 de abril
4.- 2007 - Veracruz, Veracruz - Zona costera

Ganador: Carlos Franco Ruiz (Hidalgo)
fecha: 22 al 26 de abril 
5.- 2009 - Mérida, Yucatán - Zona Tropical

Ganador: Fernando Soto Lugo (Nuevo Leon)
fecha: 14 al 18 de junio 
6.- 2011 - Ixtapan de la Sal, Estado de México - Alta Montaña

Ganador: Javier López García, (Aguascalientes) fecha: 27 al 31 de marzo 
7.- 2013 - Huasca de ocampo, Hidalgo - Alta Montaña

Ganador:   Miguel A. Puente Montañez y Daniel Murillo (Baja California) fecha:  14 al 18 de abril

## Organización
La olimpiada está organizada por los profesores Carmen Quintanar, Fernando García, y Elda Luyando, entre otros, representantes de la Academia Mexicana de Ciencias. La maestra Elda Luyando es quien acompaña al equipo mexicano en la Olimpiada Internacional. 
Cada estado participa en la olimpiada, y cada uno tiene uno o varios delegados encargados de su estado y la organización de la olimpiada en el mismo.

## Etapas
El concurso, consta de 5 etapas, para decidir quiénes representan a México en la Olimpiada Internacional.
La primera etapa es a nivel local, realizado en varias escuelas del país, donde participan alrededor de 106,000 niños y jóvenes. El examen es escrito.
La segunda etapa es a nivel estatal. para esta etapa ya solo hay alrededor de 64,000 participantes, también es escrito y se designan sedes más específicas, las escuelas más importantes de cada estado.
La tercera etapa es a nivel nacional, aquí ya solo hay 96 participantes, como máximo 4 de cada estado (a excepción del Distrito Federal, que tiene 8), y algunos estados llevan menos participantes, o no participan. Las sedes son hoteles en determinada ciudad del país. Examen escrito. También se organizan paseos y regalos a los participantes, el hospedaje y transporte corren por cuenta de los patrocinadores.
Para la cuarta etapa se selaccionan los mejores 10 de la tercera etapa, se realiza el día siguiente de la misma, y en el mismo lugar. Es de carácter oral, y se permite al resto de los participantes de la etapa anterior ver el examen.
En la quinta y última etapa están solo los 5 primeros lugares de la cuarta etapa, éste examen es también oral, y es televisado por la cadena Televisa, se realiza en un foro, y con porras para cada uno de los participantes. El ganador es quien obtiene pase directo para el Campeonato internacional siendo capitán del equipo mexicano, los otros dos integrantes se deciden revisando sus participaciones a lo largo de toda la olimpiada. Al igual que en la tercera etapa se organizan paseos y regalos a los participantes, el hospedaje y transporte corren por cuenta de los patrocinadores. Este siempre se realiza en la Ciudad de México.

## Otros datos
Esta olimpiada también sirvió de base para la creación de la Olimpiada Mexicana de Historia, siguiendo la misma dinámica, los mismos organizadores, y las mismas fases. En el 2007 se realizó la primera olimpiada en la ciudad de Santiago de Querétaro.